# Josiah O. Wolcott

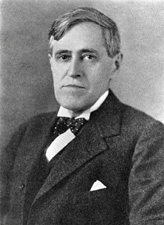
Josiah O. Wolcott

Josiah Oliver Wolcott (* 31. Oktober 1877 in Dover, Delaware; † 11. November 1938 ebenda) war ein US-amerikanischer Jurist und Politiker (Demokratische Partei), der den Bundesstaat Delaware im US-Senat vertrat.

## Leben
Nach dem Besuch der Wilmington Conference Academy in seiner Heimatstadt Dover setzte Josiah Wolcott seine Ausbildung an der Wesleyan University in Middletown (Connecticut) fort und machte dort im Jahr 1901 seinen Abschluss. Er wurde 1904 in die Anwaltskammer von Delaware aufgenommen und begann als Jurist in Wilmington zu praktizieren.
Sein erstes öffentliches Amt übernahm Wolcott 1909 als stellvertretender Attorney General von Delaware. Nach seiner Wahl zum Attorney General im Jahr 1912 übernahm er diesen Posten am 21. Januar 1913 und verblieb dort bis zum 16. Januar 1917. Bei der ersten Wahl eines US-Senators durch das Volk, eingeführt durch den 17. Verfassungszusatz, trat Wolcott für die Demokraten an; seine Gegner waren der republikanische Amtsinhaber Henry A. du Pont und der frühere republikanische Kongressabgeordnete Hiram R. Burton, der als Unabhängiger kandidierte. Zwar bedeuteten 49,7 Prozent keine absolute Mehrheit, doch die verbleibenden Stimmen teilten sich du Pont (44,8 Prozent) und Burton (4,6 Prozent) sowie der Sozialist William C. Ferris (1 Prozent), sodass Wolcott die relative Mehrheit zum Sieg genügte.
Er zog am 4. März 1917 in den Senat ein, wo er der demokratischen Mehrheitsfraktion angehörte und unter anderem Vorsitzender des Ausschusses zur Kontrolle der Ausgaben des Handelsministeriums wurde. Zwischen 1918 und 1919 arbeitete er im Overman Committee mit, einem frühen Vorläufer des Ausschusses für unamerikanische Umtriebe, das deutsche und bolschewistische Aktivitäten untersuchte. Am 2. Juli 1921 legte Wolcott sein Mandat nieder, nachdem ihm vom republikanischen Gouverneur Delawares, William Denney, überraschend der Vorsitz am Kanzleigericht des Staates (Court of Chancery) angeboten worden war. Er akzeptierte die Ernennung zum Chancellor of Delaware, wobei gemutmaßt wurde, dass der geistige Vater dieser Aktion T. Coleman du Pont war, der von Gouverneur Denney zu Wolcotts Nachfolger im Senat ernannt wurde.
Wolcott blieb bis zu seinem Tod im Jahr 1938 Chancellor und erwarb sich auf diesem Posten bundesweit hohes Ansehen. In Würdigung seiner Verdienste wird jährlich an der Law School der Widener University in Chester die Josiah Oliver Wolcott Fellowship vergeben. Die fünf Studenten, denen dieses angesehene Stipendium zufällt, erhalten dadurch die Möglichkeit einer zeitlich beschränkten Mitarbeit am Obersten Gerichtshof oder am Kanzleigericht des Staates Delaware.